# پگرام (تنسی)
پگرام(به انگلیسی: Pegram) شهری در ایالت تنسی کشور ایالات متحده آمریکا است که جمعیت آن در سرشماری سال ۲۰۱۰ میلادی، ۲٬۰۹۳ نفر بوده‌است.